# TSG Wieseck
Die TSG Wieseck (Turn- und Sportgemeinschaft Gießen-Wieseck e. V.) ist ein deutscher Sportverein.
Der Verein wurde 1862 im Gießener Stadtteil Wieseck in Hessen gegründet und ist ein Sportverein der Stadt Gießen. Mittlerweile gehören eine Basketball-, Leichtathletik-, Fußball-, Tischtennis- und Turnabteilung dazu. Die TSG verfügt unter anderem über eine große Sporthalle und zwei Sportplätze, davon ein Kunstrasenplatz.

## Fußball
Die Fußballer der ersten Herrenmannschaft spielten in der Gruppenliga Hessen seit der Saison 2016/17, die A- und B-Jugend in den entsprechenden Hessenligen. Ab der Saison 2010/11 spielt die C-Jugend in der neu gegründeten C-Junioren-Regionalliga.
In der Saison 2011/12 wurde die erste Mannschaft Wiesecks in der Gruppe Mitte Tabellenletzter und stieg damit aus der Verbandsliga in die siebtklassige Gruppenliga Gießen/Marburg ab. In der Saison 2014/15 stieg man dann wieder als Vizemeister in die Verbandsliga auf. Allerdings stieg man wieder direkt als Tabellenletzter ab.
Insbesondere in der Fußballabteilung wird die Jugendarbeit großgeschrieben. So wurde im Jahr 2007 das so genannte JugendFörderzentrum gegründet, um talentierten Jugendlichen eine möglichst gute Ausbildung zu bieten. Professionelle Strukturen und insgesamt 44 Mitarbeiter stehen den über 350 Jugendspielern zur Verfügung. Der Vorstand des JugendFörderzentrums der TSG Wieseck besteht aus 14 Mitgliedern. Großer Bestandteil der Ausbildung ist die Talentförderung Mittelhessen. Die Jugendabteilung ist damit einer der erfolgreichsten Ausbildungsvereine in ganz Deutschland.

### Ehemalige Spieler
- John-Patrick Strauß (* 1996)
- Daniel Davari (* 1988)
- Okan Derici (* 1993)
- Sebastian Müller (* 2001)
- Nico Rinderknecht (* 1997)
- Lara Schmidt (* 2000)
- Steffen Schneider (* 1988)
- Luca Waldschmidt (* 1996)
- Paul Will (* 1999)
- Clemens Riedel (* 2003)
- Henry Crosthwaite (* 2002)
- Elias Bördner (* 2002)
- Lily Reimöller (* 2005)

## Leichtathletik
Die Leichtathletik-Damen starten seit Anfang der 1990er-Jahre erfolgreich in der Bundesliga und messen sich dort mit Größen wie USC Mainz, LT DSHS Köln oder LG Hannover.

## Basketball
In der Spielzeit 2017/18 stellt die TSG Wieseck mit zwei Damen-Basketballmannschaften (Landesliga) sowie zwei Herren-Basketballmannschaften (Landesliga sowie Bezirksliga) vier Basketball-Mannschaften für den Ligabetrieb.

## Tischtennis
1964 wurde die erste Tischtennismannschaft des TSG Wieseck gegründet. Für die Saison 2024/25 sind drei Herrenmannschaften gemeldet, die erste spielt in der ersten Gruppe der hessischen Bezirksklasse und die zweite in der zweiten Gruppe der 3. Kreisklasse. Die Herren III spielen in der ersten Gruppe der 3. Kreisklasse.